# PBA Most Valuable Player award
Il PBA Most Valuable Player (MVP) assegnato dalla Philippine Basketball Association (PBA) è un riconoscimento annuale, istituito sin dalla prima stagione di attività della lega nel 1975, assegnato al miglior giocatore filippino della stagione. Il premio viene deciso secondo dei criteri che in varie occasioni sono stati modificati, che includono punti i statistici accumulati e voti provenienti dai media, dai giocatori e dall’Ufficio del Commissario della lega. L'attuale detentore del premio è June Mar Fajardo.
L'MVP di stagione copre l'intera annata, che comprende da due a tre Conference, inclusi la stagione regolare, i playoff e le finali. Inoltre, per ciascuna conference viene assegnato il premio di Miglior Giocatore della Conference e, nelle conference dove sono ammessi giocatori stranieri, il premio di Miglior Straniero.
June Mar Fajardo ha vinto il premio MVP per un numero record di otto volte, mentre Ramon Fernandez e Alvin Patrimonio lo hanno vinto quattro volte ciascuno. Benjie Paras ad oggi rimane ancora l'unico rookie ad aver mai ricevuto il premio, conquistato nella stagione 1989.
Come per gli altri premi annuali conferiti dalla lega, il vincitore riceve il Trofeo Leo, così chiamato in onore di Leo Prieto, il primo commissario della PBA, in carica dal 1975 fino al suo ritiro nel 1983.

## Criteri assegnazione
I criteri utilizzati dalla stagione PBA 2022-23 sono i seguenti:
- 45% dalla media dei punti statistici
- 30% dai voti della stampa e dei media
- 25% dai voti dei giocatori

I punti statistici (SP) vengono calcolati come segue:
- 1 SP per ogni punto segnato, rimbalzo, assist, palla rubata e stoppate.
- 10 punti bonus per ogni partita vinta in cui il giocatore ha giocato, fino alle semifinali.
- 15 punti bonus per ogni partita vinta in cui il giocatore ha giocato, nelle finali.
- Deduzione di 1 SP per ogni palla persa, 5 SP per ogni fallo tecnico o antisportivo senza espulsione, e 15 SP per qualsiasi fallo tecnico o antisportivo che porta all'espulsione.

Inoltre, un giocatore filippino può essere idoneo per i premi solo se ha partecipato ad almeno il 70% delle partite della sua squadra.
Le votazioni per l'MVP iniziano all'inizio della serie finale dell'ultima conference. Tutti i punti statistici raccolti in tutti i livelli di competizione (fase di eliminazione/classificazione e playoff) vengono inclusi.

### Criteri precedenti
Prima del 206 il vincitore veniva selezionato secondo il seguente formato:
- 30% dai punti statistici cumulativi (punti, rimbalzi, assist, blocchi, turnover, ecc.)
- 30% dai voti della stampa e dei media
- 30% dai voti dei giocatori
- 10% dai comitato di quattro membri (rappresentanti del PBA Photographer's Group, SCOOP, dell'emittente televisiva sponsor e della Philippine Sportswriters Association)

A seguito di controversie nelle selezioni, fu creato un nuovo formato a partire dalla stagione 2006-07:
- 30% media dei punti statistici
- 30% voti della stampa e dei media
- 25% voti dei giocatori
- 10% emittente televisiva
- 5% Ufficio del Commissario

I criteri utilizzati dalla stagione PBA 2011-12 fino alla stagione PBA 2021 erano i seguenti:
- 40% media dei punti statistici
- 30% voti della stampa e dei media
- 25% voti dei giocatori
- 5% Ufficio del Commissario

## Vincitori
|                | Giocatore attivo nella PBA                                                |
|                | Giocatore incluso nella PBA Hall of Fame                                  |
| Giocatore (n.) | Numero di volte che il giocatore ha vinto in premio.                      |
| Squadra (n.)   | Indica il numero di volte in cui un giocatore di questa squadra ha vinto. |

| Stagione  | Giocatore            | Posizione                       | Nazione di nascita | Squadra                   | Note  |
| --------- | -------------------- | ------------------------------- | ------------------ | ------------------------- | ----- |
| 1975      | William Adornado     | Ala piccola                     | Filippine          | Crispa Redmanizers        |       |
| 1976      | William Adornado (2) | Ala piccola                     | Filippine          | Crispa Redmanizers (2)    |       |
| 1977      | Freddie Hubalde      | Ala piccola / Guardia tiratrice | Filippine          | Crispa Redmanizers (3)    |       |
| 1978      | Robert Jaworski      | Playmaker                       | Filippine          | Toyota Super Corollas     |       |
| 1979      | Atoy Co              | Guardia tiratrice               | Filippine          | Crispa Redmanizers (4)    |       |
| 1980      | Philip Cezar         | Ala grande                      | Filippine          | Crispa Redmanizers (5)    |       |
| 1981      | William Adornado (3) | Ala piccola                     | Filippine          | U/Tex Wranglers           |       |
| 1982      | Ramon Fernandez      | Centro / Ala grande             | Filippine          | Toyota Super Corollas (2) |       |
| 1983      | Abet Guidaben        | Centro                          | Filippine          | Crispa Redmanizers (6)    |       |
| 1984      | Ramon Fernandez (2)  | Centro / Ala grande             | Filippine          | Beer Hausen Brewmasters   |       |
| 1985      | Ricardo Brown        | Playmaker                       | Stati Uniti        | G.T. Coffee Makers        |       |
| 1986      | Ramon Fernandez (3)  | Centro / Ala grande             | Filippine          | Tanduay Rhum Masters      |       |
| 1987      | Abet Guidaben (2)    | Centro                          | Filippine          | S. Miguel Beermen         |       |
| 1988      | Ramon Fernandez (4)  | Centro / Ala grande             | Filippine          | S. Miguel Beermen (2)     |       |
| 1989      | Benjie Paras         | Centro                          | Filippine          | Shell Turbo Chargers      |       |
| 1990      | Allan Caidic         | Guardia tiratrice               | Filippine          | G.T. Coffee Makers        |       |
| 1991      | Alvin Patrimonio     | Ala grande                      | Filippine          | Magnolia Hotshots         |       |
| 1992      | Ato Agustin          | Guardia tiratrice / Playmaker   | Filippine          | S. Miguel Beermen (3)     |       |
| 1993      | Alvin Patrimonio (2) | Ala grande                      | Filippine          | Magnolia Hotshots (2)     |       |
| 1994      | Alvin Patrimonio (3) | Ala grande                      | Filippine          | Magnolia Hotshots (3)     |       |
| 1995      | Vergel Meneses       | Guardia tiratrice / Ala piccola | Filippine          | Pop Cola Panthers         |       |
| 1996      | Johnny Abarrientos   | Playmaker                       | Filippine          | Alaska Aces               |       |
| 1997      | Alvin Patrimonio (4) | Ala grande                      | Filippine          | Magnolia Hotshots (4)     |       |
| 1998      | Kenneth Duremdes     | Ala piccola / Guardia tiratrice | Filippine          | Alaska Aces (2)           |       |
| 1999      | Benjie Paras(2)      | Centro                          | Filippine          | Shell Turbo Chargers (2)  |       |
| 2000      | Danny Ildefonso      | Ala grande / Centro             | Filippine          | S. Miguel Beermen (4)     |       |
| 2001      | Danny Ildefonso (2)  | Ala grande / Centro             | Filippine          | S. Miguel Beermen (5)     |       |
| 2002      | Willie Miller        | Guardia tiratrice               | Filippine          | Barako Boosters           |       |
| 2003      | Asi Taulava          | Centro                          | Tonga              | TNT Tropang Giga          |       |
| 2004-2005 | Eric Menk            | Ala grande / Centro             | Stati Uniti        | Barangay Gin. Kings       |       |
| 2005-2006 | James Yap            | Guardia tiratrice / Ala piccola | Filippine          | Magnolia Hotshots (5)     |       |
| 2006-2007 | Willie Miller (2)    | Guardia tiratrice               | Filippine          | Alaska Aces (3)           |       |
| 2007-2008 | Kelly Williams       | Ala grande                      | Stati Uniti        | S. Lucia Realtors         |       |
| 2008-2009 | Jayjay Helterbrand   | Playmaker / Guardia tiratrice   | Filippine          | Barangay Gin. Kings (2)   |       |
| 2009-2010 | James Yap (2)        | Guardia tiratrice / Ala piccola | Filippine          | Magnolia Hotshots (6)     |       |
| 2010-2011 | Jimmy Alapag         | Playmaker                       | Stati Uniti        | TNT Tropang Giga (2)      |       |
| 2011-2012 | Mark Caguioa         | Guardia tiratrice               | Filippine          | Barangay Gin. Kings (3)   |       |
| 2012-2013 | Arwind Santos        | Ala grande                      | Filippine          | S. Miguel Beermen (6)     |       |
| 2013-2014 | June Mar Fajardo     | Centro                          | Filippine          | S. Miguel Beermen (7)     |       |
| 2014-2015 | June Mar Fajardo (2) | Centro                          | Filippine          | S. Miguel Beermen (8)     |       |
| 2015-2016 | June Mar Fajardo (3) | Centro                          | Filippine          | S. Miguel Beermen (9)     |       |
| 2016-2017 | June Mar Fajardo (4) | Centro                          | Filippine          | S. Miguel Beermen (10)    |       |
| 2017-2018 | June Mar Fajardo (5) | Centro                          | Filippine          | S. Miguel Beermen (11)    |       |
| 2019      | June Mar Fajardo (6) | Centro                          | Filippine          | S. Miguel Beermen (12)    |       |
| 2020      | Non assegnato        | Non assegnato                   | Non assegnato      | Non assegnato             |       |
| 2021      | Scottie Thompson     | Guardia tiratrice / Playmaker   | Filippine          | Ginebra San Miguel (4)    |       |
| 2022-2023 | June Mar Fajardo (7) | Centro                          | Filippine          | S. Miguel Beermen (13)    | [ 3 ] |
| 2023-2024 | June Mar Fajardo (8) | Centro                          | Filippine          | S. Miguel Beermen (14)    | [ 4 ] |